# L'últim jueu de Vínnitsia
L'últim jueu de Vínnitsia és una fotografia presa durant l'Holocaust a Ucraïna que mostra un home jueu desconegut —probablement el 28 de juliol de 1941 a Berdítxiv (Berditschew) i no Vínnitsia — a punt de ser assassinat per un membre de l'Einsatzgruppe D, un esquadró de la mort de les Schutzstaffel, també conegudes com les SS. La víctima està agenollada al costat d'una fossa comuna que ja conté cossos; darrere, l'observa un grup d'homes de les SS i del Servei de Treball del Reich.

## Història
La fotografia data d'algun temps entre mitjans de 1941, quan les Potències de l'Eix van ocupar l'oblast (regió) de Vínnitsia, i 1943. Durant aquell període hi va haver nombroses massacres de jueus a l'oblast, incloent a la mateixa ciutat, el 16 i 22 de setembre de 1941 i l'abril de 1942, després de les quals es va enviar els supervivents a camps de treball i Yerusalimka, el barri jueu de Vínnitsia, va ser majoritàriament arrasat. A la fotografia, la presència d'uniformes d'estiu dels alemanys fa que sigui poc probable que hagúes estat feta a l'hivern.
L'any 1961, durant el judici d'Adolf Eichmann, va ser distribuida per United Press International (UPI), que l'havia rebut d'Al Moss (n. 1910), un jueu polonès que la va adquirir el maig de 1945 poc després de ser alliberat del camp de concentració d'Allach pel 3r Exèrcit estatunidenc. Moss, que vivia a Chicago l'any 1961, volia que la gent «sapigués què va passar a l'època d'Eichmann». La còpia de la UPI es va publicar en una pàgina sencera a The Forward.
De vegades, fonts posteriors ha donat detalls contradictoris de la imatge. Algunes han assegurat que la imatge física original es trobava a l'àlbum de fotografies d'un membre de l'Einsatzgruppe, o que es va treure de la butxaca d'un soldat mort; i l'escrit al revers era «L'últim jueu de Vínnitsia», ara àmpliament utilitzat com a nom de la imatge. Diverses persones s'han posat en contacte amb el diar alemany Die Welt, cadascuna amb la pretensió d'identificar el tirador com a familiar.
El gener de 2024, aquest mateix diari va publicar un treball de Jürgen Matthäus que concloia que la foto va ser presa el 28 de juliol de 1941 a la ciutadella de Berdítxiv. Una fotografia reproduïda a partir del mateix negatiu tenia la descripció "Finals de juliol de 1941. Execució de jueus per part de les SS a la ciutadella de Berditschew", mentre que una segona fotografia, possiblement del mateix esdeveniment, també esmenta Berdítxiv.

## Importància
La fotografia s'ha convertit en emblemàtica. Algunes característiques són inusuals entre les imatges conegudes de l'Holocaust: va ser presa durant i no després de l'Holocaust i, presumiblement, per algú còmplice de l'assassinat; representa un Einsatzgruppen més que no pas camps de concentració nazi o camps d'extermini; el focus se centra en una víctima solitària més que en una multitud. La fotografia ha estat reproduïda, amb diferents graus de retall, en molts llibres i exposicions de museus sobre l'Holocaust. Els llibres inclouen els de Guido Knopp i Michael Berenbaum. S'ha inclòs a les exposicions «Preguntes sobre la història alemanya» a l'edifici del Reichstag a Berlín de 1971 a 1994, i després a Topografia del Terror i el Monument als jueus assassinats d'Europa; l'Institut de la Memòria Nacional a Polònia; el Museu Memorial de l'Holocaust dels Estats Units; i Iad va-Xem.
La fotografia es va utilitzar a la portada de l'àlbum Victim in pain d'Agnostic Front de 1984, susceptible d'interpretar-se com a mostra de l'atracció per la imatgeria nazi de part de l'escena hardcore de Nova York d'aleshores. Més endavant, Roger Miret va declarar que la seva idea havia estat que «calia donar-ho a conèixer per a evitar que la història es repeteixi».